# Star1 Airlines
Star1 Airlines es una aerolínea de bajo coste lituana fundada en 2009. La compañía es propiedad de Star Team Group que es también propietaria del touroperador Star1 Holidays. La aerolínea opera tanto vuelos chárter como regulares desde su base en el Aeropuerto Internacional de Vilna. Martynas Laivys (CEO) tiene quince años de experiencia en el mercado de los viajes. Durante sus primeros seis meses de operaciones, Star1 Airlines transportó a más de 66.000 pasajeros en sus rutas charter y regulares; ingresando la compañía 28 millones de litas. Actualmente, la aerolínea emplea a 49 personas. 

## Historia
La aerolínea fue fundada el 25 de mayo de 2009, cuando Star Team Group adquirió HC Airways (ICAO code: HCW), una compañía con base en Vilna, de Hermis Capital JSC. HC Airways había sido fundada en 2007 y su flota se componía de un único Hawker 800XP. En la primavera de 2009, Star1 Airlines firmó un acuerdo de alquiler por un Boeing 737-700. El 31 de agosto de 2009, Star1 Airlines recibió el código aéreo V9 por la IATA.
Star1 Airlines ha dejado de operar.

## Flota
Actualmente, Star1 Airlines utiliza un Boeing 737-700 de 148 asientos. Desde verano de 2010, la compañía usará dos aparatos para sus vuelos chárter y regulares. La flota de Star1 Airlines incluye las siguientes aeronaves (a 1 de diciembre de 2010):